# 鋼の錬金術師の登場人物一覧 (アニメ)
鋼の錬金術師の登場人物一覧 (アニメ)では、2003年のテレビアニメ『鋼の錬金術師』および関連するゲーム作品に登場する人物の説明を行う。

## エルリック兄弟
エドワード・エルリック
声 - 朴璐美 / 皆川純子（ドラマCD）
本作品の主人公。通称「エド」。
アルフォンス・エルリック
声 - 釘宮理恵 / 日下ちひろ（ドラマCD）
エドの弟。通称「アル」。

## アメストリス軍
各人物の階級については、テレビ放送終了時点のものとする。

### 大総統府
キング・ブラッドレイ大総統
声 - 柴田秀勝
アメストリス国の最高権力者であり、ホムンクルス「プライド」の表向きの姿である。
原作のような人間味は薄く冷酷な性格を強調されており、最終決戦ではマスタングを圧倒するが、セリムが遺骸を持ってきたことで形勢逆転され倒される。
ゲーム版の時間軸は裏の顔を見せず自身がホムンクルスだということを示唆せず、部下の後始末の程度のみであった。特に『神を継ぐ少女』では終盤で戦いを挑んできたエルリック兄弟に対し、「私を本気にさせる気かね?」と尋ねたところでアームストロング少佐に制止され、「ただの悪ふざけだろう」と言い残して去っていった。
ハクロ少将
声 - 堀川仁
東部過激派「青の団」による列車ジャック時に登場。エルリック兄弟とヒューズが初めて会うきっかけとなっており、解決後にエドの国家錬金術師の資格試験の推薦状を書いた。
リオールの内乱には指揮官の一人として参戦している。冷徹な性格でロゼに暴力を振るっている。後にブラッドレイから大総統代理に任命され、大喜びしている。
バスク・グラン准将
声 - 青森伸
「鉄血」の二つ名を持つ国家錬金術師。元第五研究所管理責任者。軍内での立場は「合成獣」や「賢者の石」などに関する極秘事項を管轄する人物であり、錬金術を戦闘に利用した第一人者。マルコーを連行した際、鉢合わせとなったスカー（傷の男）によって殺される。イシュヴァール戦では、研究途中だった「賢者の石」を戦場に配布して徹底的な虐殺を行うことを決定し、軍にとって邪魔だったロックベル夫妻を当時部下であったマスタングに殺させた。
アニメ放送当時、原作では名前しか登場しておらず、容姿は本作からの逆輸入となった。
ジュリエット・ダグラス大尉
声 - 鷹森淑乃
アニメオリジナルキャラクター。ホムンクルス「スロウス」の表向きの姿。大総統秘書官。軍の記録では同じ名前の人物が過去2度軍に在籍し、いずれも死亡したことになっている。一人目は特別な活躍はせず、ただ軍籍の矛盾を示すものとなった。二人目はイシュヴァールの内乱を引き起こした誤射を行ったとされているが、実際の内乱の引き金となったのは軍の特殊部隊の奇襲であるため、名前だけを使われた実在しない人物だった可能性が高い。

### 中央司令部
ロイ・マスタング准将
声 - 大川透
「焔」の二つ名を持つ国家錬金術師。強い摩擦で火花を発する、「発火布」と呼ばれる特殊な布で作られた手袋を使い火を起こし、錬金術で酸素濃度を調節することにより対象物を燃やすことができる。発火布の代わりとしてライターで応用もできる。ただし、この錬金術は水に弱く、雨の日には使用することができない。
大総統の座を狙っている。野心家で狡猾ではあるが、不純な動機で大総統になりたいと語る半面で、心では「国を変える」と考える真っ直ぐで意志が通った人物でもある。グラン准将の命令によってロックベル夫妻を射殺したことが強いトラウマとなり、拳銃を威嚇程度にしか使えなくなっている他、一時は人体錬成に踏み切ろうとした。プライドと戦い勝利した直後、アーチャーに左目を撃たれて失明し、ブラッドレイと同じく眼帯を着用することになる。原作では一度もないが、アニメ版では何回か、エドワードを二つ名でなく「エド」と呼んだ。
元々は中央司令部に配属されていたが、実力を警戒した上層部によって東方司令部に一時期移動させられていた。グランが殺害された後に、数名の部下を連れて中央司令部に戻る。
本作品アニメ終了時の階級は准将だが、本作品の続編に当たる『劇場版 鋼の錬金術師 シャンバラを征く者』では自らの意志で伍長になった。
リザ・ホークアイ中尉
声 - 根谷美智子
マスタングの部下。金髪に鳶色の目という容姿端麗な女性。性格は仕事中は常に冷静沈着で、銃の腕前は一流。よほどのことが無い限り感情を表に出さない。プライベートでは、引き取り手のいない仔犬を引き取ったり、笑顔を見せるシーンもある。
ゲーム版『エリクシルの悪魔』では蜘蛛ゴーレムを倒した直後、大量のゴーレムに襲われた際には銃の他に使用はしていないが所持しているサバイバルナイフを手に取る描写があった。
ジャン・ハボック少尉
声 - 松本保典
マスタングの部下で、愛煙家。金髪・タレ目の美青年だが、女運が非常に悪い。セントラル異動後に彼女が出来たが二股を掛けられ（相手はマスタング）破局後、アームストロング少佐の妹であるキャスリンと見合いをしては、「理想は兄である」とフラれる。
エルリック兄弟が軍の反逆者になった時はフュリー曹長と共にエドを見つけるが、彼に銃口を右手で握られている時に突然アルが現れた混乱で暴発していまい、腕を負傷する。
マスタングとその部下たち、アームストロングをエンヴィーによる口封じのために仕向けられた北部戦線の出兵直前には、上記の怪我が原因で自分だけ同行できないことを嘆いたが、ブラッドレイへの復讐決行のためにマスタングの影武者として行くことになる。
ハイマンス・ブレダ少尉
声 - 志村知幸
マスタングの部下。茶髪の刈り上げ、背は低いが恰幅の良い体型。大の犬嫌い。ハボックとは同期である。チェスなどの頭脳プレイを得意とする。
ケイン・フュリー曹長
声 - 白鳥哲
マスタングの部下。童顔に眼鏡の青年。穏やかかつ優しい性格だが気が弱い。イシュヴァールの民と同行しているエドたちに偶然出会い軍の命令が元で、エドに殴られた。
上記のハボックの拳銃の暴発事故では額を怪我している。
ブラッドレイへの復讐を画策するマスタングが偽りの遠征および反乱を計画した際に、ハボックと同じくリザの影武者を務めた。
ヴァトー・ファルマン准尉
声 - 室園丈裕
マスタングの部下。長身で頬が痩せこけている。特技は記憶。列車ハイジャック事件でヒューズの部下として登場。当時は調査部に所属しており、その後は東方司令部に異動しマスタングの配下となる。
かつての上司であるヒューズの死を気にかけており、マスタングの中央転属の際は辞令が下る前に自分を一緒に連れて行ってほしいと嘆願し、マスタングの命により同行できた。
マース・ヒューズ准将
声 - 藤原啓治
元軍法会議所勤務でマスタングの親友。生前の階級は中佐。家族を溺愛しており、所構わず家族の写真を見せびらかしたり、娘自慢やのろけ話のために軍の回線を公然と使用するなどした。しばしば周りに迷惑をかけるものの、同時に気遣いや優しさを家族同様にかけるために、周囲の人物からは非常に慕われていた。また、エルリック兄弟に対しても何かにつけ気にかけたり、初対面のウィンリィを自邸に泊まらせ、娘の誕生日会に誘ったりするなど、面倒見の良い人物であった。頭の回転が早く、見た目はデスクワーク派であるが、暗器にも酷似したナイフの達人でもある。なお拳銃も所持しており、愛娘に近づく男への「脅し」に用いられている。
「青の団」による列車ジャックがきっかけとなりエルリック兄弟に出会う。当時は、調査部員として要人警護やセントラル市内の犯罪捜査などを任務としていた。イシュヴァール戦においては後方の任務を行っていた。
後にホムンクルスの目的に気付いたために命を狙われ、妻のグレイシアに化けたエンヴィーに撃たれ殉職。死後、二階級特進し准将となる。彼の死は、後にヒューズ宅を訪ねたウィンリィに、エドとアルはロックベル家の倉庫で、シェスカから漏らした言葉で知られることとなり、上記の3人とマスタングに暗い影を落とした。
アレックス・ルイ・アームストロング中佐
声 - 内海賢二
「豪腕」の二つ名を持つ国家錬金術師。鍛え上げられた逞しい肉体と立派なヒゲ、個性的な髪の毛がトレードマーク。ことあるごとに軍服を脱ぎ捨て、その肉体を披露したがる癖を持つ。錬金術も錬成する対象物を錬成陣の書き込まれた手甲で殴りつけるというパワフルな物である。その威力は正に「豪腕」と称されるに足るもので、パワーファイトだけに留まらず、攻撃バリエーションも豊富である。スタイルはボクシングに錬金術を組み合わせたようなもので俊敏な動きも併せ持つ。いかつい外見とは裏腹に感動癖で涙もろく、優しい性格でお人好し。代々将軍を輩出した名家の出身だが、出自を鼻にかけ、見下すことはない。「我がアームストロング家に代々伝わりし〜!!」が口癖で、器用で多芸多才。
アニメ終了時の階級は中佐だが、映画版では除隊し、アームストロング財団の一員としてリオールの復興に助力しており大都市に変貌させた。そのため、セントラルでの戦闘ではマスタング組に「アームストロング殿」と階級で呼ばれていない。
ゲーム版『エリクシルの悪魔』ではリゼンブールの組み手特訓の相手になりそれ以後何度かエドワードに抱きつき何度かエドの魂を抜いている。『神を継ぐ少女』では終盤でエドたちの事情を知らないとはいえ軍人らしくブラッドレイ大総統に楯突いたためエドワードを思いきり殴りつけ、「ひざまずけい！」と厳しく叱責した。
フランク・アーチャー大佐
声 - 速水奨
第30話から登場したアニメオリジナルキャラクター。階級は第38話までは中佐、第39話から大佐でヒューズの後任で白い肌をしている。軍法会議所に勤務。軍にとって有益ならばその是非を問わないという考えを持っており、タッカーやキンブリーを軍へ復帰させ、イズミを部下として勧誘しようとしたが断られた。マスタングにライバル意識を抱いている。
リオール内乱では、マスタングと同じく指揮官として配属されるが、裏でタッカーが造った合成獣やキンブリーを陽動としてリオールに潜入させていた。紅蓮の錬金術師の死亡を口実に強行突入を敢行、結果的にスカー（傷の男）の賢者の石錬成により7000人もの兵士が消滅するという事態を引き起こした。自らも彼の錬成に巻き込まれて左半身を失ったが、後にサイボーグのような機械鎧で補い復活した。終盤プライド（ブラッドレイ）を倒して疲弊したマスタングを銃撃するも、リザに背後から蜂の巣にされ死亡した。
マリア・ロス少尉
声 - 斎賀みつき
アームストロングの部下。黒髪でショートヘアの女性。左目の下に泣きボクロがある。ブロッシュと共にエルリック兄弟の護衛を務めた。赤い水に反応して暴走してしまったエドを抱きしめることで抑えた。また、怪我をしても懲りないエドにビンタして叱るなど、エドの母親代わりのような部分もある。さらに、エルリック兄弟が軍に追われていた時に彼らのことが心配になり、ブロッシュと一緒にリゼンブールに休暇と称して出かけた。
デニー・ブロッシュ軍曹
声 - 原田正夫
アームストロングの部下。真面目だがノリの良い性格。他人の色恋沙汰に口を出すためにエドには「色ボケ軍曹」と呼ばれる。ロスと共にエルリック兄弟の護衛を務めた。ロスを口説くホーエンハイムに対して嫉妬心を抱くなど、彼女に密かに想いを寄せている（だが、当の本人は全く気づいていない）。
シェスカ
声 - 若林直美
元国立中央図書館第一分館勤務。後に軍法会議所勤務。かなりの読書家で、通称「本の虫」。臆病な性格で自分に自信が持てず、エドたちと会うまでは自分の力をまったくの役立たずだと思い込んでいた。アルに自信を持つようにいわれてからは、自分に自信が持てるようになった。
第7話での端役として初登場している（この時点ではまだクビになっておらず国立中央図書館第一分館で働いていた）。そのため原作とは異なり、第一分館放火事件調査時にエドが彼女に対する面識があるように描かれている。
読書が趣味の範疇を超えているほど、本が好き。読んだ本の内容を一字一句すべて記憶する特技を持っている。その本好きが高じて国立中央図書館第一分館に勤務していたが、逆に本好きのせいで勤務中にもかかわらず蔵書を読んでいてクビになった。スカーとホムンクルス組の戦闘が原因による出火で第一分館が全焼し、エドたちが捜していたマルコーの書類が焼失。それを復元したことがきっかけで、エドがヒューズに推薦する形で軍法会議所に就職する。
ヒューズの死後、彼の死に疑問を抱き、独自に調査し始める。物語の核心近くにまで触れ、ウィンリィと一緒に軍の中枢に潜入したこともあり、その際には危うくスロウスに殺されそうになりリゼンブールへ逃げることになったが、駅前にて偶然にもホーエンハイムに会うことになる。
物語の中核に深く触れた経緯やウィンリィの相方のような役割から、原作とは異なり、本作品終盤および、後の劇場版においても出番は多かった。
なお、マルコーの書類の復元にかかった日にちは原作では5日かかったのに対して本作品では3日。
ゾルフ・J・キンブリー中佐
声 - 上田祐司（現・うえだゆうじ）
「紅蓮」の二つ名を持つ国家錬金術師。錬金術は掌に刻まれた錬成陣を合わせて対象物に触れることで、それを爆発性のある物質へ作り変える（ただし、この錬金術は人間も爆弾に造り変えることができるため、「人体錬成」に抵触する）。その爆弾の能力と爆発に対する造詣から「爆弾狂のキンブリー」と呼ばれる。イシュヴァール殲滅戦では上官から「賢者の石」を貸与される。イシュヴァールでの度重なる軍令違反により、刑務所に服役され、囚人となる。アニメでは「女も子供も見境なくBON」「それを止めようとした上官もBON」と発言している。第五研究所で賢者の石の材料にされそうになるも、周りにあった赤い水の枠で錬金術を発動させて脱走。グリードに助けてもらい共に行動するが、接触したアーチャー中佐に軍への復帰の条件を出され、あっさりとグリードたちを裏切る。その後は、アーチャーの部下として活動を行う。リオールでスカーと戦い、彼の左手を爆弾に錬成することに成功するも、自らの左手を分解したスカーに怯み、その隙に胸を貫かれ致命傷を負う。死に際、二人が油断した隙にアルの体を爆弾へと作り変え息絶える。
原作のような信念といったものは無く、皮肉屋の気がある。着崩した軍服や逆立った髪など、表向きは紳士然とした原作と違い荒々しい雰囲気を出している他にイシュヴァール殲滅戦でスカーの身体を徐々に爆発させるなど、惨忍な性格でもある。
ウィルソン大尉
声 - 西凛太朗
アニメオリジナルキャラクター。ジュリエットに雇われている傭兵のリーダー格で、錬金術師。特別な機械で刃物を射出し、電気を流すことで雷を発生させる錬金術を使う。病み上がりとはいえ、スカーとも互角に渡り合えるほどの近接格闘能力もある。
仲間の傭兵らやバリーと共にイシュヴァール人のキャンプを襲い、さらにジュリエットの依頼でリックを誘拐するも、スカーやエルリック兄弟の活躍で作戦は失敗。バリーや仲間たちを見捨てて脱走し、「なぜ国家錬金術師が邪魔に入るんだ」とジュリエットに文句をつけたが、彼女に殺害される。

### 東方司令部
老将軍
声 - 塚田正昭
東方司令部を統括する将軍。マスタングを信頼しており、彼の中央復帰が決まり部下たちも一緒に連れていってもよいかと聞かれた時はあっさり許可し、ダグラス大尉（スロウス）がヒューズ准将殺害に関与している可能性があるといった時は他の将軍・将校たちは驚愕する中、お茶をすすった後、いつもの笑顔で「それは確かなのかね？」と軽く尋ねるのみで、好々爺でもある。
最終回ではBパート開始時に中央司令部で外で台に立ち、現在の状況と今後を部下たちに説明している。
その風貌と初登場時の役割から原作および『鋼の錬金術師 FULLMETAL ALCHEMIST』（以下『FA』）のグラマン中将だが、放送当時はまだ名前がなかった。

## アメストリス国

### セントラルシティ

#### ヒューズ家
グレイシア・ヒューズ
声 - 三石琴乃
ヒューズの妻。料理上手な良妻賢母。得意料理はアップルパイ。エドの誕生パーティーが終わった夜にエリシアを自宅出産している（エドはこの時初めて無意識に錬成陣なしで錬成をしている）。ヒューズの死後はその死を悲しんでいる。
エリシア・ヒューズ
声 - 吉田真弓
ヒューズの娘。天真爛漫で純粋かつ優しい子。友達の男の子から人気があり、ウィンリィを姉のように慕っている。
上記の母・グレイシアの自宅出産により、エドと誕生日が同じである。

#### タッカー家
ショウ・タッカー
声 - 永井誠
「綴命」の国家錬金術師。セントラルシティにて一人娘のニーナと飼い犬・アレキサンダーと暮らしていた錬金術師。エルリック兄弟が国家錬金術師資格を得るための勉強の下宿先となった。妻には逃げられたことになっていたが、実は自身が国家錬金術師の資格を得るきっかけとなった人語を話す合成獣の材料にしていた。
研究成果が出ないことで国家錬金術師の資格を失う焦りから、次は娘のニーナと飼い犬のアレキサンダーを使って第二の「人語を解する合成獣」を錬成するも、エドワードに見破られ軍に身柄を拘束される。その後、軍の秘密が洩れることを恐れ、即決審判を経て秘密裏に処刑された。
しかし、裏では軍（ホムンクルスたち）によって合成獣として生かされる。その容姿は、大きな動物の身体で頭部には人間の顔面が上下逆に付き、身体の背中側には顔面に続く人間の部分が仰向けになって埋もれているという異形のものとなっている。その後、軍やグリード一味の間を行ったり来たりしながら、ニーナを復活させるために賢者の石を求めて彷徨う。
アルが賢者の石になったことを知り、これを利用してニーナを人体錬成するも、中身の無い人形と化した物しか造れず、最終的にはその事実を認めることができずに精神崩壊を起こす。
ニーナ・タッカー
声 - こおろぎさとみ
ショウ・タッカーの娘。茶髪の三つ編みお下げ。父親想いの元気な女の子。査定を目前に焦った父によってアレキサンダーと一緒に合成獣にされてしまう。
タッカー拘束後、実験体として研究所に移送されることを知って錯乱したエドが移送車を錬金術で横転させ逃がす。その後、路地裏に隠れているところをスカーに殺害される。
物語終盤でタッカーが「賢者の石」を使い蘇らせるが、中身の無い人形であった。
アレキサンダー
タッカー家の愛犬。かなり大きい。初対面でエドに懐き、彼を振り回した。
査定に困ったショウ・タッカーによってニーナと共に合成獣にされてしまう。その後、合体したニーナと運命を共にした。

#### アームストロング家
フィリップ・ガルガントス・アームストロング
声 - 内海賢二
アレックスの父で元軍人。背は低いが、横に広い。立派な髭が特徴で、アレックスの容姿と髭はこの人譲り。息子によく似て名門であるアームストロング家の自慢話ばかりをする。アームストロング財団を持つ。
アームストロング夫人
声 - 朴璐美
アレックスの母。アレックスと同じくらい背が高いため、彼の長身はこの人譲り。
キャスリン・エル・アームストロング
声 - 釘宮理恵
アレックスの妹。両親およびアレックスに全く似ない美少女で、小柄だがグラマー。しかし兄と同様、怪力を持ち合わせており、趣味はピアノを持ち上げること。ハボックとお見合いをするが、兄のような逞しい人が好みなのでと、ハボックの求愛を断る。

#### ブラッドレイ家
ブラッドレイ夫人
声 - 向殿あさみ
ブラッドレイの妻でセリムの養母。ごく普通のお喋り好きな心優しい女性。還暦になっても大総統を続けている夫を気遣っている。
セリム・ブラッドレイ
声 - 津村まこと
ブラッドレイの養子。普通の人間の男の子。
最終話で、金庫に隠してあった物を義父の弱点である頭蓋骨とも知らずに持ってきてしまい、激怒したブラッドレイに首の骨を折られ死亡した。

### イシュヴァール
スカー（傷の男）
声 - 置鮎龍太郎
イシュヴァール人特有の褐色の肌に赤い瞳、額に十字の傷、錬成陣の刺青が彫られた右腕を持つ無口で無表情な男。イシュヴァール殲滅戦にて兄や同胞を殺された恨みから、国家錬金術師を殺し回っている元イシュヴァラ教の武僧。普段はサングラスを着用して赤い瞳を隠して行動している。本名は不明。イシュヴァール人の名前は神から賜ったものであるため、神の教えに背いて錬金術を行っている自分に名前は存在しないとラストに話した。スカー（傷の男）という名前は額の傷から軍部が付けた通称名である。額の十字傷はキンブリーによって皮膚を爆発させられてしまった際にできた火傷の痕であり（原作は爆発によって出来た傷）、右腕も原作とは違い、直接爆弾に造り変えられて破壊されたものとなっている。また、生前のラストに好意を抱いていた模様。
スカー（傷の男）の右腕こそが、その兄が作成していた未完成の賢者の石であり（原作はシンの錬丹術の破壊のみの部分の錬成陣）、キンブリーを倒した後、最後の足掻きで爆弾に変えられたアルを助けるため、リオールの街に書いた錬成陣を使い、突入した7000人近い兵士と自らを代価に、アルの鎧を賢者の石へと錬成し消滅（死亡）した。
劇場版の最後には、彼とラストに似た二人組が登場する。
エドのライバルキャラクターとして描くために原作よりも年齢が若く設定され、体格も細くなり、強面気味な顔立ちも二枚目になっている。原作では兄を「兄者」と呼ぶが、アニメでは「兄さん」と呼ぶ。
なお以後、登場人物紹介の名前除き「（傷の男）」の表記は割愛にする。
スカー（傷の男）の兄
声 - 水島裕
最愛の恋人を生き返らせるために錬金術の研究を行う。結果として人体練成を行い、後のラストを造り出す。それがイシュヴァールの禁忌に触れたためにイシュヴァールを追放されるも、イシュヴァール殲滅戦で賢者の石の製造法を学び、帰還する。死んで行くイシュヴァール人の魂を使って賢者の石を作成していたが、イシュヴァールの状況に絶望して作成を諦めてしまう。キンブリーによって右腕を爆弾にさせられてしまったスカーを助けるために未完成の賢者の石をスカーの右腕として移植して託し、安らかに息を引き取った。
原作および『FA』とは容姿が異なる。
スカー（傷の男）の師父
声 - 藤本譲
殲滅戦後は多くのイシュヴァール人の難民同様にアエルゴに亡命を求めるものの拒絶され南方の山間部へ逃れる。その後、東方のスラム街で弟子であるスカー（傷の男）と出会い、復讐の無意味さを説くが無駄に終わってしまう。その後はイシュヴァールの回想に登場する。
『FA』とは容姿が異なる。
リック
声 - 川崎恵理子
イシュヴァール人の少年。ラストとグラトニーに襲われて重傷を負ったスカーを助ける。兄のレオと違い母親との思い出がほとんどないため、彼女の形見のロケットを大切にしている。
貧困街を見てイシュヴァール殲滅戦の際のトラウマが度々甦る。
原作および『FA』にも名前は不明だが登場している。
レオ
声 - 福島潤
アニメオリジナルキャラクター。リックの兄。幼い弟を気遣っている。以前は母を嫌っていたが、事実を知って号泣し、改心した。
ウィンリィに「焔を使った国家錬金術師」がロックベル夫妻を殺したと教えた。
リックとレオの母
声 - 甲斐田裕子
アニメオリジナルキャラクター。毎日イシュヴァラに祈りを捧げる信者だったが、殲滅戦時、軍隊が家のドアを蹴破って入りレオに銃を構えた時は、彼が涙を流しながら手を差しのべているにもかかわらず部屋に逃げて行き、その直後の爆撃で死んだ。それが原因でレオからは「見捨てられた」と恨まれていた。
実は目を患っており、それを抑える薬をロケットに隠しながら飲んで見えるふりをしていた。部屋へ走っていったのも病気のせいでレオが見えなかったため、部屋にいるだろうと彼らを探すためだった。

### ラッシュバレー
パニーニャ
声 - 氷上恭子
黒い肌で、黒髪を後頭部でひとつに束ねている少女。幼いころ、列車事故により右腕と両足を失い失望に暮れていたが、ドミニクによって左足・右足・右腕に機械鎧を装着させられる。世間にドミニクの機械鎧が凄いということを認めさせたいと悩んでいた。
原作と違いスリに手を染めておらず、右腕が機械鎧・武装機械鎧ではない。
ドミニク・レコルト
声 - 郷里大輔
機械鎧技師。ラッシュバレーの路地裏にひっそりと店舗を構えている。腕は確かだが頑固さから客ウケが悪く、悪評をばら撒かれて世間では腕前を軽んじられている。
パニーニャを養女としており、彼女がドミニクの機械鎧の凄さを見せ付けようと躍起になって失敗した時、「機械鎧は単なる機械じゃねぇんだ。れっきとしたお前の手足なんだ。そんなことも分からねぇ奴に育てた覚えはねぇぞ。」と諭した。

### ダブリス
イズミ・カーティス
声 - 津田匠子
錬金術師。エルリック兄弟の師匠。36歳。細いドレッドロックスをポニーテールのように束ねた髪型と、左鎖骨下の「フラメルの十字架」の入れ墨が特徴の美しい女性。ダブリスで精肉屋を経営する。原作ではダブリスの経営している肉屋にエドたちが訪れたが、こちらでは旅行中だったイズミとジグがラッシュバレーのエドたちが滞在していた旅館に突然現れ、ダブリスへ連れて行くことになっている。
「精神を鍛えるなら、まず肉体から」をモットーとしており、性格は少々頑固だが厳しさと優しさの両方を兼ね備えた聡明な女性。だが夫であるシグの前では180度態度が変わり、所かまわずのろける。最初の妊娠で病気により流産した時に、子供を産めない体になる。人体錬成によって子供を蘇らせようとし、結果内臓の大半を持っていかれ虚弱体質になってしまう。そして、失敗して錬成した赤ん坊を再び扉に閉じ込めるため再び錬成をした。また、その影響でよく吐血する。しかしながら、相当な腕前の体術を持ち、アルを救出するためにデビルズネストに乗り込みグリードに啖呵を切るなど、その強さは衰えていない。また、人体錬成を行い失敗するも生還したことからわかるように錬金術師としての能力は高い。
エルリック兄弟に錬金術の基礎と体術を叩き込んだ鬼師匠であると同時に、兄弟にとっての母親代わりのような存在。子供のいない彼女にとっては二人は息子同然である。旅行中にリゼンブールに立ち寄った際、まだ幼いエルリック兄弟と出会う。元々弟子を取らない主義であったが、弟子入り志願したエルリック兄弟の真剣な眼差しに根負けし、「ヨック島で1か月、錬金術なし（ナイフだけ）で生き延びること」と同時に「一は全、全は一とは何かを知る」を条件に弟子入りを認める。このヨック島の修行を始め、修行はスパルタ教育であり、エルリック兄弟がたびたび修行時代のことを思い出して、当時の過酷さと現状を対比させるシーンがある。その後エドたちが母親を錬成したことを知ると思い切りエドを殴りつけ、アルを何度も投げ飛ばし、そして静かに二人を抱きしめた。
錬金術の師匠がダンテであり、人体錬成した息子がラース。禁忌を犯したがゆえに、ホムンクルスに関することなど、様々なことを知っている。原作の性格的な強さは、ホムンクルスとはいえ息子であるラースと関わると鳴りを潜めていた。さらに、内臓がない設定が強く描かれ、アニメ版では生死に関わる深刻なものとして扱われており、劇場版の世界では2か月前に倒れ、亡くなっている。
師匠ダンテの錬金術の腕前を認めてはいるが、人間を軽蔑する彼女の思想に共感できずに袂を分かつ。また、エルリック兄弟も使っている「フラメルの十字架」もダンテからの影響となっている。
シグ・カーティス
声 - 佐々木誠二
イズミの夫。ダブリスで肉屋を営んでいる。イズミとは所構わずのろけるラブラブ夫婦であり、イズミが子供を流産したとき力になってやれなかったと考え、今でも後悔している。目を開けながら寝る癖がある。
アームストロングとは互いの筋肉を見せ合い、友情を深めた。
メイスン
声 - 園部啓一
肉屋の従業員。筋肉質で頭に鉢巻を巻いた男性。いつも上機嫌なムードメーカー。シグほどではないが筋肉質で、おしゃべりで陽気な人物。
原作と違いヨック島の島人だったことを、エドたちの成長後に明かした。

### リゼンブール
ホーエンハイム・エルリック
声 - 江原正士
エルリック兄弟の父親。錬金術師。金髪眼鏡に特徴的な顎鬚を持つ大柄な男。リゼンブールでトリシャと出会い、彼女とその間にできた二人の息子たち（エルリック兄弟）と暮らしていたが、ある日突然出奔し、以来音信不通だった。アルはまだ幼かったために記憶に無いが、出奔をトリシャの死の間接的原因と誤解していたエドからは酷く嫌われ、再会直後から「クソ親父」と呼ばれている。エドやダンテ同様に錬成陣なしの錬成が可能で、特に氷系の錬金術を得意としており、氷柱の山を発生させたりアルに似た氷の鎧を錬成し、自在に操ることもできる。
「光のホーエンハイム」と呼ばれる著名な錬金術師で、軍にはホムンクルスに関する彼の研究資料が存在するため、軍により捜索が行われていた。その正体は幾度も他者の肉体に魂を入れ替えることで約400年間、ダンテと共に悠久の時を生きてきた錬金術師であり、原作で「お父様」が行ったクセルクセス国民全員の魂を使った賢者の石錬成を本作品ではホーエンハイムが行ったことがダンテによって言及されている。ダンテとは夫婦関係でおり、彼女との間に子供ももうけていたが、賢者の石を作るために多くの人間の命を犠牲にしている事実に心を痛め、さらに水銀中毒で死んだ自分の息子を甦らせるために人体錬成を行った結果、エンヴィーを生み出してしまったことが重なり、彼女たちの元を離れた。その後にトリシャと出会い、彼女と結婚した。
ダンテよりは遅いものの不老不死の代償として肉体が生きながら腐り始めており、腐臭を誤魔化すために香水を付けていた。腐りかけた体をトリシャたちに見られたくないために家を出ていたが、遅ればせながらトリシャの死を知り、数年ぶりに帰郷する。
終盤でエドの話をひそかに聞いた後にダンテの説得に向かうが、トリシャと瓜二つであったスロウスに虚を突かれて動きを封じられ、ダンテによって「門」の前に飛ばされてしまう。「門」に引きずり込まれてしまうも、門を抜けてその向こう側の世界である「現実世界」に出ることに成功、以降はロンドンで暮らしていた。
後にダンテによって「現実世界」に飛ばされて来たエドと魂と精神のみではあったが再会、今まで自分が行ってきた業の一切を話した上で、エドに元の世界へ帰るよう促した（ホーエンハイム自身の肉体は「門」を通り抜けてしまっていたため、元の世界へ帰ることは不可能であった）。
最終回以降は、現実世界にやってきたエドと一緒にドイツのミュンヘンで暮らし始めた。
トリシャのことを「生涯でただ一人愛した女性」と言っている一方、ロス少尉を口説いたり、ダンテとは元夫婦関係だったりしている。
なお、原作でのエドとアルの父親の名前は「ヴァン・ホーエンハイム」で、ホーエンハイムは名前ではなく名字である。
トリシャ・エルリック
声 - 鷹森淑乃
エルリック兄弟の母親。夫のホーエンハイムが姿を消した後に女手ひとつで二人を育ててきた。流行り病にかかって為す術もなく亡くなった原作とは異なり、自分の病気を自覚していながら、医者にかかることもなく数年間隠し続けていた。その我慢が限界に達し倒れた時には既に、手の施しようがない状態になっていた。家を出た夫のことを思って遠い目をしていることが多かったとアルにいわれており、ホーエンハイムの不老不死の身体、そして彼が姿を消した理由などは全て知っており、彼を恨むことなく想い待ち続けていた。その容姿がスロウスのベースとなりエルリック兄弟を惑わした。
ウィンリィ・ロックベル
声 - 豊口めぐみ
本作品のヒロイン。機械鎧整備士の少女。淡い金髪のポニーテールに青い瞳をした、機械類には目がないお転婆な少女。リゼンブールの医者の家に生まれ、エルリック兄弟とは幼馴染である。両親は彼女が8歳の時にイシュヴァールの内乱で死亡し、以後、祖母のピナコに育てられる。ピナコを師として機械鎧整備士になり、エルリック兄弟を支えている。
性格はとても明るく、ガサツな部分も見える。己の容姿や機械鎧技師としての腕前を賞賛する発言も。フェチとも言えるほどに高じた機械好きのため、エドが機械鎧を壊したのを知れば問答無用でスパナなどで殴りつけることも珍しくない。
エドの銀時計を無断で分解したり、その銀時計をパニーニャに盗ませて質屋に売らせようとしたり、見ず知らずの人物の機械鎧や乗り物まで追求しだすなど、半ば無神経な行動も見られる。その反面、泣き虫かつ寂しがり屋で、常に危険に晒されている兄弟を心配するなどの思いやりある姿も見せる。原作とは異なり、アルとの交流の描写は少なく、鎧の体であるアルのことを無視して、機械鎧の整備は一生自分がやるから旅をやめてとエドにすがりつくなどの姿を見せた。両親の仇がマスタングであることを知った後、彼の人柄を知ることで憎みきれなくなった。
最終回では、ドミニクの元で機械鎧の修行をしている様子である。
作者の荒川は、先述のように原作での登場が遅かったことから「原作よりもっとヒロインらしく」と頼んでいたが、実際には作者の意向とは異なる結果となった。アニメ開始前に原作にて登場回数がほとんどなかったことが、製作サイドでも設定しづらかった理由になっている。しかし、劇場版のエドとの再会シーンは『月刊少年ガンガン』で行なわれた劇場版名場面ランキングで3位になるなど、映画を観てウィンリィを好きになったとの声も多い。
OVAの短編で現実世界のエドたちの未来が描かれた際、エドもしくはアルの曾孫たちの中に彼女と瓜二つの少女がおり、エドを「曾じいちゃん」と呼んでいる。
ピナコ・ロックベル
声 - 麻生美代子（若いころ - 豊口めぐみ）
外科医兼機械鎧技師。ウィンリィの祖母であると同時に彼女の機械鎧の師匠。丸メガネに納豆の藁苞のような髪型。
リゼンブールで機械鎧の店を営んでいる。キセルを愛用。エドとアルのことを温かく見守り、トリシャの死後も家族として面倒を見た。エルリック家と深い関わりを持つ人物。
ユーリ・ロックベル
声 - 室園丈裕
外科医。ウィンリィの父親。ピナコの息子。イシュヴァールの内乱では妻と共に、アメストリス人とイシュヴァール人の区別無く無償で治療をしていたため、イシュヴァールの人々からも慕われていた。ただ治療にあたるだけではなく、軍に刃向かおうとするイシュヴァール人たちの通信所としても診療所を使わせていた。
後にマスタングに射殺されてしまう。
サラ・ロックベル
声 - 山口由里子
機械鎧技師兼外科医。ウィンリィの母親。夫と共にイシュヴァールで負傷者の治療を行っていた。嫁ながらロックベル家の女性であることを誇りにしていた。
夫と共にマスタングによって射殺されてしまう。
ホーエンハイムがリゼンブールに帰郷した時、たまたま汽車の中で居合わせた娘のウィンリィを彼女と間違えた。

### リオール
ロゼ・トーマス
声 - 桑島法子
リオールの少女。レト教の信者。準レギュラー。外見は前髪のみがピンクでそれ以外は茶髪のロングヘアにワンピースの美少女。肌が褐色のイシュヴァール系で瞳の色はバイオレットである。
前年に最愛の恋人・ケインを亡くして落胆していたが、彼を復活させてくれるというレト教を信じ、自分を取り戻していた。しかし、エドたちによって教主・コーネロの教えが嘘であることを知らされ、失望して自暴自棄になりかけたところをエドに諭される。
エルリック兄弟が去った後に発生したリオールの暴動を経て、中央軍がやってくるまでは原作と同様であるが、そこで軍部へ連行されたうえに軍人たちから暴行される（この時、最初に暴力を振るったのはハクロ少将）。暴動が鎮圧された後は父親の不明な子を妊娠しており、暴行のショックで声を失っていた。その後、スカーがリオールの街で賢者の石の錬成陣を造ろうとした際には、彼に聖母として仕立て上げられる。リオール消滅後には肉体のストックとしてダンテのもとへ連れて行かれ、彼女と二人で生活することになる。
地下都市では隔離された生活による洗脳に近い状態となっていた。クライマックスでダンテに身体を乗っ取られる直前には目の前でエドが殺されたショックによって元に戻る。結果としてダンテに乗っ取られずに済み、無事に帰還する。
後日談ではウィンリィたちの家に居候しており、子供も成長していた。
「トーマス」の姓はアニメのみの設定である。
コーネロ
声 - 有本欽隆
レト教の教主。頭は禿げ上がっている。リオールに新興宗教レト教を興し、自身を太陽神レトの代理人と名乗る。
ラストたちから与えられた不完全な賢者の石を使って「奇跡の業」を起こし、信者を騙していた。目的は軍事国家を創ることであったが、エルリック兄弟によってそれを露呈された後、用済みとしてラストの許可を得たグラトニーに食い殺される（原作にあった、ラストに刺される描写はない）。
エドに賢者の石のことを指摘された時の台詞は、原作では「ご名答」、アニメでは「そのとおり」、ゲームでは「さすが」「左様」となっている。
クレイ
声 - 高瀬右光
レト教の宣教者。コーネロの側近。コーネロの命を受けてエルリック兄弟を襲うが、油断したところにエドが投げたアルの頭をぶつけられて失神する。
その後、エンヴィーがコーネロに化けて成り代わったことを知らないまま彼に仕え続け、リオールの暴動が発生すると共に真相を知り、グラトニーに食い殺される。
ケイン
声 - 真殿光昭
アニメオリジナルキャラクター。コーネロによって蘇ったロゼの恋人。その正体は小鳥をベースに造られたケインそっくりの声で話す鳥型キメラであり、ロゼに襲いかかったところをアルに殴られて死亡する。

### ユースウェル
ヨキ
声 - 矢尾一樹
自身の出世に精力を傾ける悪党。もともとはユースウェルの一炭鉱主。出世欲に駆られて軍に入り、中央の高官に賄賂を贈ることで中尉の地位を得ていた。
炭鉱の経営権を握っていることを強みに、さらに賄賂を増やして地位を上げようと炭鉱の人々を重税で苦しめるが、エドに騙されて炭鉱の経営権を奪われたうえに東方司令部へ悪行を報告され、すべてを失う。
落ちぶれて貧民街で暮らすこととなった後、軍への復帰を条件にスカーの居場所を通報するが、復帰が叶うはずもなくマスタングに疑われ、焦った末ホムンクルスの策略にはまり、ラストに続けざまに刺されて死亡する。
ライラ
声 - かかずゆみ
アニメオリジナルキャラクター。錬金術師。おかっぱ頭（ショートボブ）で紫色の瞳を持つ少女。物語初期にはユースウェルでヨキの部下として登場し、純粋かつ真面目な性格で国家・軍部に尽くしながら国家錬金術師を目指していたが、実際のところはヨキに利用されていただけであり、彼にとってはボディーガードでしかなかった。
ペンダントを触媒として空気の断熱圧縮による衝撃波を発生させる錬金術を扱えるが、これには発動までに若干のタイムラグが生じ、その間は無防備となるという弱点が存在する。
エドに敗北した後、純粋に大衆のための国家錬金術師になることを志し、ダンテに弟子入りする。ダンテのもとでは以前に見せなかった無邪気な笑顔を見せるなど、とても充実した日々を送っていたことが伺えるが、まもなく彼女に身体を乗っ取られ、夢は途絶えてしまう。
劇場版では、扉の向こうの世界でライラにそっくりな女優がフリッツ・ラングの撮影所でお茶を出し、エドに無愛想なそぶりを見せている。
ホーリング
声 - 中田譲治
炭鉱の現場責任者。宿屋を経営する家に住む、金髪かつ髭面でマッチョな男性。錬金術を学んでいた時期もあり、「錬金術は大衆のために」という考えが強い。軍人のヨキによる圧政もあり、「軍の狗」である国家錬金術師を毛嫌いしていた。そのため、当初はエドにも冷たい態度を取っていたが、まもなくヨキを失脚させて炭鉱を取り戻してくれたエドの姿に、考えを一部改める。
カヤル
声 - 川上とも子
ホーリングの息子。子供ゆえの無鉄砲さからヨキの顔へ雑巾を投げつけたことで、見せしめとして彼の部下に斬られそうになるが、エドに助けられる。

### リンター村
死者が甦り人々を次々に襲うという不気味な噂が流れる村。
マジハール
声 - 土師孝也
長髪細身の老人で、ホーエンハイムの友人。昔、彼が愛していたカリンという女性を蘇らせるために錬金術師になったという経緯があり、ホーエンハイムに人体錬成について聞いていた。錬金術師としての腕前はマスタングと同様、炎を操ることができるがラストには「二流」と評されている。
錬金術師として村人から尊敬されていたが、実はカリンの人体練成がうまくいかず、カリンの魂をカリンに似せた人形に定着させようと、村の娘たちを実験材料にしていた。
最終的にカリンが長い間傍にいたことをエドから聞かされたが、それを信じず激昂、ノミから錬成した剣でエドたちを殺そうと襲い掛かるも、エドが咄嗟にバラで錬成した鞭で剣を弾き返され、その剣が腹部に刺さったことにより死亡した。結局最期までカリンが傍にいたことを認めようとしなかった。また、不可抗力とはいえ人を殺してしまったとして、エドのトラウマの一つとなっている。
カリン / レビ
声 - 小宮和枝
マジハールの元恋人。20年前の転落事故で死んだと思われていたが、実際は記憶喪失になって帰れなくなっていた。その十数年後、過去を思い出し帰郷したが、加齢により容色が衰えてマジハールに気付かれず、正体が明らかになった時もマジハールに拒絶され泣き崩れる。
帰郷から正体が明かされるまでの間は「レビ」と名乗っていた。
クローゼ
声 - 矢島晶子
リンター村で父親（声 - 園部啓一）と暮らしている少女。男勝りで負けず嫌いな性格。エドたちと出会った当初は男装していたために少年と勘違いされる。
村で若い娘たちが謎の死を遂げる度にカリンが目撃される事件が何度か発生しており、自身の姉も同様に犠牲となったため、真相を探るべく行動していた。
マジハールがカリンそっくりの人形を多数保有しているのを見てしまい、魂の定着実験の材料にされかけたが、エドに助けられた。
エドとアルが村を離れる際には、女の子らしい格好で彼らを見送った。

### アクロイア
「水の都」と呼ばれる水上に位置する町。
クララ / サイレーン
声 - 白石美帆
アクロイアの看護師で、錬金術師。普段は優しい看護師だが、夜になると錬金術を使う怪盗サイレーンとして活動する。胸の上に錬成陣があり、それを使うことで爆発を起こせる。
盗みの理由は物が欲しいからではなく、水位が毎年上がって水没せんとする街を自分が怪盗として盛り上げるため。エルリック兄弟がアクロイアに来た際、エドよって一度捕らえられ、エドにゼノタイムの情報を明かして警察に連行されたが、エドたちがいなくなった直後に脱走し、再び怪盗として街を活性化させている。

### ゼノタイム
金鉱の街。金細工の技術に長けた町、以前は農業が盛んであった。「ゼノタイムの金細工」は高額で取引される。
ラッセル・トリンガム
声 - 岡野浩介
錬金術師。金髪銀眼で、エドより年下だが背は高い。高飛車な性格。
紅い水から精製した紅い石の能力で、エド同様の手合せ錬成が可能。しかし、実際は自然系統の錬金術を得意とする。
エドの名を騙り、マグワールの元で「紅い水」の研究をしていたが、フレッチャーとエドの説得により紅い石の研究を辞め、以後はベルシオのもとに居候するようになる。
終盤、錬金術蔵書の購入ついでに、ナッシュが「第五研究所の真の在り処」の場所を記した日記を渡すためフレッチャーと共にセントラルへ赴くも、蔵書購入の際に金が足らなかったためにエドの名を騙ってエドに支払を押し付けようとした。しかし、エドたちは指名手配されていたためにエルリック兄弟と勘違いされてセントラル憲兵に捕らえられてしまう。
その後、ブラッドレイにより殺害命令が出されたがロス少尉とブロッシュ軍曹により助けられ、その過程でエドと再会。「ダンテの地下都市」の場所を伝えた。
フレッチャー・トリンガム
声 - 荒川美奈子
ラッセルの弟。錬金術師。兄と同じく金髪銀眼。ラッセル同様、自然系統の錬金術を得意とする。
アルの名前を騙り、マグワールの元で「紅い水」の研究をしていたが、兄とは違って名前を騙っている罪悪感に苛まれていた。最終的に兄と共に紅い水の研究を辞め、ベルシオのもとに居候するようになる。
終盤、セントラルで兄と同時にエドの弟として捕まるも、ロス少尉やブロッシュ軍曹によって助けられ、兄と共に「ダンテの地下都市」の場所を伝える。
ナッシュ・トリンガム
声 - 田中秀幸
トリンガム兄弟の父親。セントラルにて、賢者の石の試作品を作るための「紅い水」を研究していた人物。しかし、「紅い水」は人には有害なモノであると知ると研究を放棄、妻子を捨ててゼノタイムに戻るも、マグワールの要求により無理矢理研究を続けさせられていた。ベルシオに説教され研究を降りるもマグワールに殺害されてしまった。
セントラルで研究を続けていたころにダンテに会っており、彼女に賢者の石の材料が人の命であるとほのめかされると共に、地下都市を見せられていた。その後、日記に第五研究所の真の場所「ダンテの地下都市」のことを記していた。
マグワール
声 - 五代高之 / 斎藤志郎（ドラマCD）
ゼノタイムの大地主。金のためにはゼノタイムの住民がどうなろうと構わない、強欲かつ冷酷非情な人物。紅い石を投入することで、錬金術を使えない者でも扱えることができるようになる特殊なフラスコを持つ。
エルリック兄弟を名乗るトリンガム兄弟に紅い水の研究をさせていたが、最初からトリンガム兄弟の正体には気付いており、ある程度紅い水から精製した紅い石を手に入れると、トリンガム兄弟を裏切って屋敷の地下牢に監禁する。その後、本物のエルリック兄弟に紅い水の研究を依頼するも、エドがナッシュ殺害についてトリンガム兄弟から聞かされたと知ると、「紅い水は渡さん」とエルリック・トリンガム兄弟と交戦するも敗れ、最終的に落下してきた岩の下敷きになり、死亡した模様。
ベルシオ
声 - 関俊彦
ナッシュの友人。独り身で農園で働いている。
エリサの病気を心配していた。
エリサ
声 - くまいもとこ / 今井麻美（ドラマCD）
レマックの娘。いつもベルシオの農園を手伝っている。「紅い水」が原因で、謎の病に感染していた。しかし、赤ん坊のころドクター・マルコーに未完成の賢者の石による治療を受けて、かなり回復していた模様。
レマック
声 - 古田信幸 / 大黒和広（ドラマCD）
エリサの父親。娘の病気を心配していた。
デルフィーノ
声 - 乃村健次
ゼノタイムの住民。

## ホムンクルス
ダンテ
声 - 杉山佳寿子
アニメオリジナルキャラクター。ホムンクルスたちの統括者。錬金術師でイズミの元師匠、深い森の奥に屋敷を構えてひっそりと暮らす穏やかな老婦人。物語後半で登場し、ライラを弟子にしていた。また、エルリック兄弟も使う「フラメルの十字架」も元々ダンテが使用していた物である。大の人間嫌いで、それによりイズミと袂を分かつ。しかし、交流は続いていたようで、イズミの薬を調合している。
その正体は他人の肉体を乗っ取り、悠久の時を生きてきた女錬金術師。錬成陣無しの錬成や赤ん坊を使って門を開くなど、錬金術師としての実力は高い。また、ホーエンハイムとは対称的に、土系の錬金術を得意とする。物語の進行と共にその本性を表し、弟子のライラの身体を生きたまま乗っ取るなど、その冷徹・利己的な業の深さが現れてくる。終盤では、地下都市にてホーエンハイムを真理の扉の向こうの世界に飛ばす、アルを人質に取ってエドを迎え撃つなどしたが、最期は自ら理性を奪ったグラトニーに襲われるという結末を迎えた（最期のシーンは明示されていない）。
永遠の命を得ることを目的としており、そのために肉体の入れ替えに必要な賢者の石を欲している。石を常に確保するため、石の秘密を一般に知られないように守ると同時に、多少の石の情報を流す、あるいは争いを起こすことで、石を求めさせ追い求める者に石を作らせ、それを横取りするという計画を立てていた。一方で賢者の石を求めた者を滅ぼすことで「賢者の石を求めた者は滅ぶ」という伝説を造り、人間が賢者の石を手に入れて滅びることのないようにしていた。そのためにホムンクルスたちを使い、各地で工作活動を行っていた。一部のホムンクルスたちは「賢者の石で完全な人間にする」との口実で利用していたに過ぎず、石を勝手に使おうとしたラースからは手足を奪うなど、全く信用していなかった。ただ、賢者の石を用いた方法では、肉体は新品でも魂そのものがすり減り劣化していくために、生きたまま身体が腐敗していき、さらにその周期も早まるという欠点を持ち、その回避のために真理の扉の研究なども行っていた。
大らかではあるが、冷酷で計算高い二面性を持つ。かつての夫だったホーエンハイムを400年以上も恋慕い、彼がいなくなるとその息子であるエドに興味を示し、ロゼの肉体を得たら彼と恋仲になろうとしていた。
2009年版『FA』に彼女にそっくりな老婦人が出演しているが、監督の入江はダンテ本人ではないと語っている。
ラスト
声 - 佐藤ゆうこ
「色欲」の名を持つ人造人間。伸縮自在の爪を持ち、あらゆるものを切り裂く。ベースは「傷の男」の兄の恋人。先代のラストも存在していた（詳細不明）。性格は基本的にはクールだが、感情的になったり、非情になり切れない詰めの甘い面も目立つなどホムンクルスの中では一番人間臭い一面を見せている。生まれて約7年と年齢が若いため仲間内での序列は低く、使いっ走りのような扱いをされていた。立場と境遇が似ているスロウスに対して友情にも似た親近感を持っており、彼女とは仲が良かった。原作とは黒服の設定が違うため、軍服や民族衣装などいろいろな服に着替えている。自分のベースとなった人間の記憶が断片的に残っており、自分は何者なのかという問いに悩まされていた。そのため賢者の石の力で完全な人間になりたいと強く願っている。
終盤にて生前の記憶の一部を取り戻し、利用されるだけの扱いに我慢できなくなってダンテと決別し、エルリック兄弟に寝返る。同時にスロウスとも人間になりたい理由の相違（スロウスは今の自分のまま人間になりたかったが、ラストは昔の自分を取り戻したかった）から袂を分かち、彼女の封印に手を貸す。それに激怒したラースを殺そうとしたが、逆に封印の錬成陣に引っかかってしまい、ラースが行使した錬金術で紅い石を吐き出して命のストックを全て失ってしまう。最期に自らが欲していたのは「人間としての死」と知ったと同時にラースに斬られ、安らかな表情で倒れた。劇場版の終盤で、ラストに似た女性が登場し、その横にスカーに似た男性も登場する。
グラトニー
声 - 高戸靖広
「暴食」の名を持つ人造人間。ベースとなった人間は不明だが、ダンテによって紅い石の合成用に造り出された。人間だけでなく、金属なども建造物も問題なくあらゆるものを食らうことができる。特に餌食にした人間の血肉や魂を結晶にすることができ、原作より多くの人間を捕食している。原作での一人称は「おで」だが、本作品での一人称は「ぼく」となっている。原作同様、ラストを慕っているが、ダンテにはラストの言葉でも逆らえない様子。
終盤でラストの死を知った後は悲嘆に暮れていた。そのために、賢者の石となったアルを結晶化させようとするダンテの思いどおりに行動せず、「ラストはどこにいるの？」と尋ね、しびれを切らした彼女によるウロボロスの刺青での錬成の作用で理性を消し去られ、単なる食欲だけの存在となって暴走する。アルの賢者の石を半分食べたところでアルの錬成により下顎を溶かされ全て食べずに残した。最終回では暴走した状態でエレベーターに乗ったダンテに襲い掛かる。
劇場版では、アルの一部を取り込んだ賢者の石の影響からか、異形で巨大な化け物の姿で登場して地下都市でラースと交戦、ラースの腹部を噛み砕いて重傷を負わせるも、アルにラースと一緒に門の材料として錬成されて死亡した。
エンヴィー
声 - 山口眞弓
「嫉妬」の名を持つ人造人間。髪の色は深緑に近い色になっている。姿を変える能力を持つ。ベースはホーエンハイムとダンテの息子。かつて水銀中毒で死亡した息子を、ホーエンハイムが人体錬成した結果として誕生した。一人称は『僕』だが、感情が高ぶると『俺』になる。
ホムンクルスとしての地位は原作よりも高く、人型でも床に大穴を開けるほどすさまじい腕力を持ち、一見すると陽気で明るい性格だが、本性は原作以上に残忍で狡猾。ダンテの思惑を全て察しており、“人間になること”よりも“人間を苦しめること”に重きを置き、「人間が全て滅んだ時にやっと忘れることができる。どうして僕が生まれたかということを」と述べている。そのために、「人間になりたい」と思うホムンクルスたちを内心では馬鹿にしていた。
人体錬成を最後にホーエンハイムはダンテの元を去り、エンヴィーも置いて行かれた。そのために、執拗にホーエンハイムやその子供のエルリック兄弟を嫉み、終盤ではそれがより顕著になる。また、生前の記憶を完全に保持していたが、それに苦悩したラストやスロウスとは違い、逆に嫉みの糧としていた。
中盤の終わり辺りから登場頻度が増す。ダンテの地下都市の本拠地で現実世界から戻ってきたエドと対峙する。マルコー医師やヒューズなどに変化し動揺を誘っていたが、多くの障害を乗り越えてきた彼には通用しなかった。エドに「本当の姿を見せろ」と挑発され、父であるホーエンハイムとそっくりな青年の姿を見せる。目論み通り動揺したエドの心臓を刃物のように変化させた腕で貫き、殺害する。しかし、その直後練成陣に封じられたアルが動けるようになり、兄を生き返らせようとしてしまったので、激昂しアルに飛び掛かるが巻き込まれてしまい、エドのいる門の前まで連れて来られた。そしてエドから門の向こうにホーエンハイムがいることを知り、ホーエンハイムを殺すためにドラゴンの姿に変身し、現実世界へと消え去る。
劇場版では、変身能力を失い、ホーエンハイムによって共に門の材料として錬成されて死亡した。
グリード
声 - 諏訪部順一
「強欲」の名を持つ人造人間。ベースはかつてダンテに恋心を抱いていた人間。外見や能力などの設定は原作と同じだが、原作よりもかなり身軽。
ダンテは愛情を餌にコントロールしようとしたが思い通りにならず、結果第五研究所の奥深くに封印される。その後、140年の時を経てバリーが起動させた自爆装置の衝撃により封印が破れ脱走し、同じく第五研究所の地下に幽閉されていた合成獣になった元兵士たち、キンブリーやタッカーを部下にして行動する。デビルズネストを拠点にラースを仲間に引き入れようとしたり、アルを誘拐したりしたが、軍の襲撃やキンブリーの裏切りにより、デビルズネストからの脱走を余儀なくされる。手下らが次々と死んで行く中、アルにマーテルを託して解放、自らは自分を縛る鎖であるダンテを殺すため彼女の元へ赴くも、逆に封印の錬成陣に引っ掛かってしまい、赤い石を吐き出して命のストックを全て失ってしまう。その直後ダンテを殺したと勘違いしたエドと交戦、始めは圧倒するも、自らの硬化能力の正体を看破され、窮地に陥る。それでも怯まず熾烈な白兵戦を演じるも、胸を貫かれて敗北した。自らの死に際、エドにホムンクルスの出生と弱点を伝え、「あいつら（ダンテとホムンクルスたち）を倒せよ」と言い残して息絶えた。マジハールとは違い、事情を知らないとはいえエドが明確な殺意を以て殺害した「人間」であったため、エドが「人を殺すとは何か」について考え直させるきっかけとなった。
後にエルリック兄弟は再会したマーテルの話から「人間らしい死」を望んでいたことを知った。
スロウス
声 - 鷹森淑乃
アニメオリジナルキャラクター。「怠惰」の名を持つ人造人間。ベースはエルリック兄弟の母であるトリシャ。左の胸にウロボロスの紋章を持つ。ホムンクルスとしての固有能力は身体の液状化。それにより、いかなる場所にも侵入でき、また戦闘時には身体を自由に伸ばして敵を絡め取ったり、遠心力をかけることにより敵を粉砕するなどといった武器にもなる。また、物理攻撃をほぼ無効化できる。
登場した当初は容姿を変えて、ジュリエット・ダグラスとして活動していたが、エドにホムンクルスと看破されたことで正体を現した。顔立ちはトリシャよりも大人びて髪型も違うなど、彼女と全くの瓜二つではない。性格もトリシャとは正反対で、冷淡かつ狡猾。知謀に長け、自分の手をあまり汚さない戦略家である。そのため、最も新参であるにもかかわらず優遇されており、ホムンクルス内での地位は先に加わったラストよりも高い。一方、そのラストとは比較的仲が良かった。基本的に感情表現に乏しく表情を全く変えないが、ラスト同様「人間になりたい」と強く望んでおり、そのためにダンテの命令には忠実だった。人格そのものはトリシャとは全く異なるが、トリシャの記憶が一部残っており、人間になろうとしているホムンクルスである自分と、既に死んでいるトリシャという二つの人格のジレンマを感じて苦悩し、エルリック兄弟を殺すことでトリシャとしての自分を否定しようとした。液状化させた自身の体内に匿ったことをきっかけに、ラースからは「ママ」と慕われるが、彼女はラースに対して愛情はなく、道具としか思っていなかった。
賢者の石となったアルを捕獲しようとエドと交戦し、途中で封印の錬成陣により赤い石を吐き出して命のストックを一部失うが、トリシャに似ているため殺すのを躊躇うアルを利用して戦闘を立ち回る。最期はトリシャの遺骨を取り込んだラースに融合されてしまい動けなくなり、エドに身体の全成分を揮発性の高いエタノールに再構築された。蒸発しながらトリシャとしての言葉を残して消滅した。後に原作および2009年版にも同名のホムンクルスが登場するがこちらは男性で巨漢であるなど容姿が異なる。
プライド
声 - 柴田秀勝
「傲慢」の名を持つ人造人間。キング・ブラッドレイの正体で、眼帯の下に“最強の眼”を隠し、あらゆる動きを見抜く。能力などの設定は原作のラースと同じで、さらに「空気の流れが読める」という能力が付加され、マスタングの密閉空間を用いた作戦も瞬時に見破った。原作とは歳をとるメカニズムが違い、ホムンクルスは見た目を変えることができるという能力を使い、歳をとったかのように見せていた。また、原作とは違いホムンクルス特有の再生能力も備えている。
ホムンクルスたちの中でも最もダンテに忠実な部下として扱われ、彼女自身「傑作」と称するが、エンヴィーには「人間もどき」と侮蔑されている。アメストリスの事実上の元首に据えられることで、国家権力を以てダンテの目的を代行・遂行する傀儡道具とされていた。原作のような人間味はほとんどなく、冷酷非道な独裁者としての面を強調して描かれている。一方で原作と違い、正体が発覚した後も表面上の好々爺的な穏やかな言動は最後の決戦時まで崩ずすことはなかった。また、マスタングの「神などいない」という意見を肯定するなどリアリストなのは変わらないが、同時に創造主であるダンテを含めた錬金術師を「悪魔」だと言い切っている。
セリム（アニメでは普通の人間の養子）に弱点である自らの頭蓋骨を託すが、何も知らないセリムはそれをマスタングとの戦闘中に持ってきてしまう。それに激怒してセリムを絞殺したが、時既に遅くマスタングに頭蓋骨を奪われ動けなくなったところを、紅い石の生命エネルギーが尽きるまで焼き殺され死亡した。その後、世間には行方不明になったと発表された。
ラース
声 - 水樹奈々
アニメオリジナルキャラクター。「憤怒」の名を持つ人造人間。ベースはイズミの子供。右足の裏にウロボロスの紋章を持つ。イズミの人体錬成によって生まれた後は門の向こうに送られ、その中で成長していた。
別の物質と融合することで、その能力を自在に扱うことのできる能力を持つ。門の中でエドが持っていかれた手足を発見して融合、それにより人の形を手に入れ門から脱出する。他のホムンクルスと違い、常に素足である。また、基本的にホムンクルスは錬金術を使えないが、エドの手足と融合した結果、ラースのみ錬金術を扱える。戦闘の際には、融合の能力と錬金術を併用して高い戦闘能力を誇る。ただし、ホムンクルスとしては戦闘経験が圧倒的に少なく、徒手格闘に関しては全くの素人である。
門脱出後は記憶がなかったため、しばらくイズミやエドたちと暮らす。当初は純真無垢な普通の子供であったが、エンヴィーから紅い石を与えられて事実を知ってからは性格が豹変し、ホムンクルスの一員となる。生まれて間もない死んだ赤子を代価として誕生したため、ホムンクルスの弱点となる遺体が無い。また、自身の出生のトラウマから赤ん坊の泣き声を聞くと錯乱する。
ホムンクルスに覚醒後は子供らしさを残しつつも、荒々しい性格になった。他のホムンクルス同様、人間になることを望んでおり、エドの肉体を「自分の残りの身体」として執着している。本来の母親ともいうべきイズミをその生い立ちから恨んでいるが、同時に与えられなかった母性を求めてもおり、体内に匿われたことをきっかけにスロウスを「ママ」と慕うようになる。終盤でラストと戦い、封印の錬成陣を利用して殺すが、その際のラストの姿に自分の存在意義に疑問を持ち始める。そしてスロウスを自分の行動が原因で死なせてしまい、さらに深い孤独感に陥る。その後、スロウスを賢者の石で蘇らせようとしてダンテの怒りを買ったため、エドの手足を奪われ、錬金術を使えなくされた。その手足は奪われた後も再生することはなかったため、最終回ではウィンリィがエドのために造った機械鎧を付けられ、後にどこかへと旅立った。
劇場版では、地下都市で怪物化したグラトニーと交戦し、アルに錬成を頼んでグラトニーと共に門の材料となり、扉の向こうにいたイズミに抱きしめられながら消滅した。

## ホムンクルスの関係者

### 第五研究所
スライサー / ナンバー48
声 - 大滝進矢（兄）、坂口候一（弟）
元第五研究所の番人。元死刑囚。アル同様に鎧に魂が定着されている。
日本刀に似た刀を武器に使い、エドを圧倒する鋭い太刀筋の持ち主。元々兄弟で盗みや殺人を行なっていた兄弟二人一組の犯罪者で、逮捕され表向きは死刑にされる。実際にはホムンクルスたちによって、兄は鎧の頭部に、弟は胴部に魂を定着させられ鎧の体となり、元第五研究所の番人となる。
エドとの対決では、二人一組ということを利用して不意打ちを食らわせダメージを与えるも、結果的にはエドに敗れる。弟はエドから人間と認めてもらえた嬉しさから、自分で血印を破壊し自害、兄はエドを研究所の真相へ導いたところで、ラストにエドへの見せしめとして殺された。
バリー・ザ・チョッパー / ナンバー66
声 - 伊藤健太郎（女装姿 - 石津彩）
元第五研究所の番人。元死刑囚。アル同様に鎧に魂が定着されているが、定着されている部分が原作とは異なり、胴部に変更されている。肉切り包丁を武器に用い、人間を切り刻むことに快感を覚える殺人鬼。
原作にはないアニメオリジナルストーリーでは人間時の姿でセントラルでウィンリィを襲い、エドとも戦っている。この事件が、エドの資格修得後の最初の功績と同時に、トラウマの一つとなっている。その後、ホムンクルスたちによって鎧に魂の定着が行なわれ、傭兵として軍に非公式に雇われて行動していた。同じ傭兵のウィルソンと共にイシュヴァール人のキャンプを襲い、エルリック兄弟や「傷の男」と戦うが、ウィルソンの錬金術の暴走に巻き込まれて身体がバラバラになり、「傷の男」に頭を踏みつけられ完全に消滅した。
生前の姿は原作のような巨漢ではなく、すらりとした優男。最初に殺したのは妻であり、劇中ではその妻の姿に化け、完璧な女装ぶりで納入先の軍部の食堂のシェフもバリーを女性と思っていた。

### グリードの部下
ドルチェット
声 - 松本保典
犬と人間で造られた合成獣人間で、ロアやマーテルと共に特殊工作部隊に所属していた元軍人。犬との合成獣のため、性格は楽観的で忠誠心が強い。犬の能力として鼻が利き、足が素早い。武器は刀。決して弱くないが、負ける場面が多かった。
デビルズネスト殲滅戦にて、グリード、マーテル、アルを逃がすためにラスト、グラトニーと交戦するも敗れ、死亡した。
劇場版では、彼に似たアーリア人の青年がアルフォンス・ハイデリヒの仲間として登場している。
ロア
声 - うえだゆうじ
牛（バッファロー）と人間で造られた合成獣人間で、ドルチェットやマーテルと共に特殊工作部隊に所属していた元軍人。牛に近い怪人体に変身でき、怪力の持ち主。武器は大きなハンマー。肉弾戦を得意とするが、足はそれほど速くない（ドルチェット曰く「鈍牛」）。アームストロング少佐と互角に渡り合うほどの戦闘能力を持つ。
デビルズネスト殲滅戦にて、グリード、マーテル、アルを逃がすためにラスト、グラトニーと交戦するも敗れ、死亡した。
劇場版では、彼に似たアーリア人の青年がアルフォンス・ハイデリヒの仲間として登場している。
マーテル
声 - 笠原留美
蛇と人間で造られた合成獣人間で、ドルチェットやロアと共に特殊工作部隊に所属していた元軍人。グリードの部下の中では唯一の女性。蛇の能力として身体の関節を自由に外すことができ、それを活かしてアルの鎧の中に潜り込んだ（以後アルの監視の役目を負う）。武器はナイフ。デビルズネスト殲滅戦では生き残り、しばらくエルリック兄弟と行動を共にする。裏切ったキンブリーや仲間を殺害したラストやグラトニーへの復讐のために行動するも、アメストリス軍リオール支部にてブラッドレイの正体を知ってしまい、アルの鎧の中で刺殺される。その際、マーテルはアルに「大総統はホムンクルスである」と伝え、兄弟やマスタングがブラッドレイの正体を知るきっかけを作った。
ビドー
声 - 大川透
トカゲと人間で造られた合成獣人間。トカゲとの合成獣という体を生かして垂直な壁を登ることができる。魂の錬成を確認するためにエルリック兄弟を挑発した。キンブリーと行動していたが、爆弾に作り変えられそうになったため絶交した。デビルズネスト殲滅作戦で射殺される。

## その他の人物
ティム・マルコー
声 - 戸谷公次
「結晶」の二つ名を持つ元国家錬金術師。もともとは軍の錬金術研究機関にて賢者の石の製作に関わっていたが、賢者の石の材料が生きた人間だったことや、その試作品がイシュヴァールにて殺戮兵器として使用されたことに耐えられず、資料と試作品を持ち出し逃亡した（その直前、ロックベル夫妻を射殺した良心の呵責から拳銃自殺を図ろうとしたマスタングを「君は命令に従っただけだ」と止め「私は…どうすれば?」と尋ねる彼に、逃亡を黙認するように頼んでいる）。その後は「マウロ」と名を変えて、田舎の町医者として穏やかな生活を行っていた。ある日、マスタングに居場所を教えられたエドワードたちと出会い賢者の石の秘密を示唆する。エドはリゼンブールに移り住むことを進めたが、ロックベルの名を知り、殺害されたのはロックベル夫妻だったと伝える。そして、大総統府に自ら望む形で連行され、隔離されていたホテル内でラストと対面する。
その後、ヒューズがダグラスを探りながら個室に案内された時も姿は見せず、最期はグラトニーに喰われて死亡したことが終盤でエンヴィーにより明かされた。
マリン
声 - 本井えみ
アニメオリジナルキャラクター。母親（声 - 落合るみ）と一緒に列車に乗っていた少女。バルドの部下たちに射殺されそうになったところをエルリック兄弟に助けられ、最後は彼らにお礼をいった。
ルジョン
声 - 子安武人
アニメオリジナルキャラクター。医者。故郷の村で流行っていた身体が石のように硬化する不治の奇病「化石病」から村を救うために錬金術の研究を続ける。ラストから「赤い石」を貰い、それを治療に使う。その過程でラストに好意を寄せていたが、化石病を起こしたのは「賢者の石」の存在を広めるためのホムンクルスの策略で、己の過去を振り切ろうとするラストにより悲劇的な最期を遂げ、その死体は化石病によって硬化した。
リビア
声 - 折笠富美子
アニメオリジナルキャラクター。ルジョンの婚約者。2年前に「化石病」にかかったところをルジョンに救われる。化石病に冒されたルジョンの死体を見て錯乱し、死体に接触。瞬く間に硬化し死亡した。
バルド
声 - 石井康嗣
東部過激派「青の団」の一員で、原作では明かさなかったが、元アメストリス軍人。左目に眼帯をしている。GBA版では「赤の団」と名乗っている。
過激派メンバーの釈放のため列車ジャックをし、ハクロ将軍一家を人質にした。左手に安物の機関銃型（仕込みナイフ付き）の機械鎧を付けている。偶然乗り合わせていたエルリック兄弟に負け、駅に到着後にマスタングを襲うも、攻撃を受けて重傷を負い捕まる。
エドワード
声 - 朴璐美
アニメオリジナルキャラクター。現実世界におけるエドに相当する存在。ロンドンに住んでいた。エドがダンテによって門の向こうに飛ばされた際、魂と精神のみがエドワードに宿った。おぼろげながらも自我を持ち、エドに対して「君は…誰?」と何者かを問うていた。ツェッペリンの墜落に巻き込まれて死亡した。
カール・ハウスホーファー
声 - 津嘉山正種
ホーエンハイムを「博士」と呼び、トゥーレ教会にて錬金世界と現実世界を繋ぐ実験を行っている模様である。
劇場版にも登場。

## ゲーム版の人物

### 鋼の錬金術師 翔べない天使
ムーディ・ネムダ准将
声 - 西村知道
ヒースガルド地方国家憲兵隊最高責任者。傲慢で自己中心的な人物。最終目的は「ネムダ帝国」を創ること。ヴィルヘルム教授の不正行為に目を瞑る見返りとして、不法な軍事用キメラを作らせていた。キメラを溺愛しており、それを倒すエドに憤慨していた。その他にも無断での徴兵や軍備、兵の私物化などを行っていた。セントラルへの反乱の企てていた節もあり、懲役145年の実刑で軍刑務所に服役することとなる。賢者の触媒をうまく言えず「賢者の宿題」「ちゃぶだい」と呼ぶ。なおエドたちがハングライダーで逃げるとき遠くにいたのもかかわらず、投げつけた銃器をアルに命中させた。アル曰く「いい肩してるな」とのこと。
ガンツ・ブレスロー上級大佐
声 - 江川央生
ネムダ准将の部下。国家憲兵隊所属。右手が機械鎧になっている。国家錬金術師では無いが自らを「徹甲の錬金術師」と名乗る。権力や地位には興味がなく、ただ力を追い求めている。頭に血が上りやすく、任務に失敗した部下は何があっても許さない。エドとは二つの名フルメタルをかけて3回戦う。二回戦は両手両足機械鎧になりエドから「ブリキの錬金術師」と呼ばれてしまう。最終戦ではカミラの力を借りて全身機械鎧というロボット同然の姿になってしまった。撃退後はエドたちを巻き込んで自爆しようとするが、燃料切れで不発に終わる。その後、軍病院に入院。ゲームノベライズ版ではカミラと共に死亡したことになっている。
ヴィルヘルム・エイゼルシュタイン
声 - 石井康嗣
「黎明」の二つ名を持つ元国家錬金術師。アルモニの父親。十賢の一人で触媒法の権威。通称「ヴィルヘルム教授」。賢者の石にも劣らない「賢者の触媒」の研究をしている。イズミとも交流があり、エドとアルの足音だけで禁忌を犯したことを見抜いている。
不正行為を見逃してもらう見返りとして、ネムダに不法な軍事用キメラを造っていた。また、かつて一人娘のセレネを「賢者の触媒」の研究中にリバウンドで亡くしている。その後、セレネの遺体と「賢者の触媒」を代価にセレネの妹ということになっているアルモニを錬成する。
アルモニ・エイゼルシュタイン
声 - 水樹奈々
錬金術師。ヴィルヘルムの娘。赤い瞳に赤い髪で、ショートカットヘアーの少女。生意気な反面、度胸満点で前向きで明るい。錬金術に興味があるが父であるヴィルヘルムから錬金術を学ぶことを禁止されている。そのため半ば強引ながらもエドに弟子入りし、交流を深めた。
セレネ・エイゼルシュタイン
アルモニの元になった人物。父親であるヴィルヘルムが「賢者の触媒」の研究中の事故（リバウンド）で亡くしてしまった。後に「賢者の触媒」を代価にして、アルモニが生まれる。アルモニはセレネとしての記憶は無く、自分はセレネの妹だと思っていた。
マーゴット・オレンジ・ペコー
声 - 根谷美智子
ヴィルヘルム教授の秘書。エドの泊まる部屋を案内するがエドはどこかで見た顔と勘ぐるが、本人は「よくある顔」と返す。その正体はリザ・ホークアイ中尉であり、ヒースガルドのキメラの一件を調査していた。軍が城へ突撃する際、ロイたちが助太刀するがその中で秘書姿のまま登場したものの、エドたちに完全に正体がばれてしまう。
アウトロー / クランク男
ノイエ・ヒースガルドに住むガラの悪い錬金術師。服装はピンク。エドにぶつかってきて因縁をつけようとするが国家錬金術師の証の銀時計を見て逃げてしまう。その後ブラオを呼んで戦うも敗れてしまい、駅入り口まで追い詰められるが。目的の駅のクランクを奪って逃げてしまう。なお、名前は「アウトロー」だったが、クランクを奪った後は「クランク男」という名前になった。後にカミラにそそのかされてヒースガルド城を襲撃する。
ゲルプ
声 - 麻生智久
ノイエ・ヒースガルドに住むガラの悪い錬金術師。服装は黄色。エドを一瞬で国家錬金術師と見抜く。
ブラオ
ノイエ・ヒースガルドに住むガラの悪い錬金術師。服装は青。常にしゃべらず無口であり、彼の言葉を理解できるのはクランク男とゲルプとアルモニのみ。
ロート
ノイエ・ヒースガルドに住むガラの悪い錬金術師。服装はオレンジ。クランク男と間違えられエドに殴られてしまう。
カミラ / グレタ・リデル
声 - 沢海陽子
錬金術師。残忍な性格で、目的のためには手段を選ばない。永遠の美を得るために賢者の触媒を手に入れようとした。「グレタ・リデル」という名前で助手としてヴィルヘルムとネムダの間を暗躍。町に錬金術師たちを集め、彼らを濫造したキメラたちに食わせることでその血を集めていた。
エドたちの行動を監視するうちに賢者の触媒の在処を突き止め手に入れるが、直前にヴィルヘルムにより阻止される。激昂しエドたちと戦うが敗北し、逃げるときに塔から転落した。しかし、軍の調査結果からその死体は見つかっておらず、生死不明である。
ゲームノベライズ版ではガンツと相討ちになる。容姿はラストと瓜二つであり、軍の記録によると、数十年前から軍への協力者、あるいは敵対者として登場していたらしく、ホムンクルスと思わせるような描写があった。

### 鋼の錬金術師2 赤きエリクシルの悪魔
ジャック・クロウリー
声 - 飛田展男
かつては「銀弾」の二つ名を持つ元国家錬金術師。性格は冷酷。生体錬成を初めて体系化し、キメラ理論の祖と言われている。
恋人であるエルマの死を受け入れられずに人体錬成を試みるが失敗し、リバウンドで長くは生きられない体になる。その後、シャムシッドに伝わる生きた人形・ゴーレムを研究し、その技術を応用してエルマの蘇生に成功する。しかし、ゴーレムは短命であるという欠点のためにすぐに土に還る彼女を何度も蘇生することとなり、やがて狂気に陥る。その後、ラストより「赤い石」の錬成法を教えられ、その石の力を使って自身をゴーレム化。そのためエドと同様両手を合わせるだけで練成できる。50年もの間姿を変えることなく生き続け、現代にて人々の命を使って巨大な赤い石を作ろうとした。IFストーリーの設定でコーネロやタッカーが持っていた赤い石は彼によって錬成されたもの。
アーレン・グロースター
声 - たてかべ和也（青年時代 - 最上嗣生）
考古学者。元冒険家・考古学者の独身の老人。ボードワンの町外れの家で研究をしている。やんちゃな性格でパイプを咥えている。70歳を越えているような風貌だが、冒険家としての体力・考古学者としての知識は衰えていない。その後はシャムシッドの町にとどまり研究を続けている。
エルマ
声 - 岡村明美
エドに指輪を渡して姿を消した異国風の女性。各地でエドに出会うも、すぐにその姿を消してしまう。シャムシッドの王妃と容姿が似ている。細い声でエドにクロウリーを助けるよう求める。服装が民族衣装なのは錬成したクローリーが見た記憶でレビスの女王がエルマに似ていたことが色濃く残っていたため。爬虫類のような不気味な怪人「ファントム」に変身することができる。

### 鋼の錬金術師3 神を継ぐ少女
ロメオ・クレイギン中将
声 - 飯塚昭三
北方司令部ヴァルドラの総司令官。冷酷な正確でヴェルザの力を手に入れるためにヴェルザの一族に攻撃を仕掛けエドたちを利用してヴェルザの赤い石を手に入れるも、ヴェルザ復活にはソフィの肉体が必要なことを知らず結局ゼルギウスに石を奪われてしまう。事件の終結後証拠隠滅のために動くも、視察に現れた真の黒幕であるブラッドレイによって暗殺される。
ヴィーナス・ローズマリア中佐
声 - 田中敦子
独立編成部隊ヴィーナス隊の隊長。規律を無視しているセクシーな赤い軍服の姿から、「ヴァルドラの赤い薔薇」という異名がある。情よりもまず任務を優先させるプロフェッショナルだが、トリガーとハンマーからの信頼は厚く、決して悪人というわけではない。エドが10年早く生まれればペットにしたいという恋心を抱いていた。部下共々、ヴェルザの天使に背後から惨殺された。
イジー・トリガー中尉
声 - 風間信彦
ヴィーナス中佐の部下。独立編成部隊ヴィーナス隊の隊員。ヴァルドラ軍の戦略参謀。メカ開発が得意なマッドサイエンティストだが、ヴェルザの神官にも対抗できる巨大メカを作るその腕は確かな物。上司のヴィーナスに熱烈な好意を抱いており、彼女に対してはマゾヒストな一面も見せることがある。3人の中で唯一生き残ったがヴィーナスの死後は精神が異常になりメカを破壊したエドを憎み、闇討ちでエドの腹部をナイフで刺した。
ボリス・ハンマー少尉
声 - 高木渉
ヴィーナス中佐の部下。独立編成部隊ヴィーナス隊の隊員。銃器の扱いに長けており、トリガーの開発したメカでは砲撃手を務める。敵味方を問わず非常にお人好しな性格で、思いやりもある人物。上官のヴィーナスと共にヴェルザの天使に最初に食い殺された。
ソフィ・ベルクマン
声 - 坂本真綾
左手に謎の印がある少女。14歳。その印の力で度々エドたちの危機を救うことになる。強い意志を持っており、強情なエドとぶつかることもある。料理・洗濯・裁縫などの家事全般が得意。父親のヴィクトールがゼルギウスに殺害された後は「ヴェルザの復活を阻止する」というヴィクトールの遺言に従い、ヴァルドラを訪れた。そこでエドたちと出会う。最初は使命の重さから感情を押し殺していたが、エドたちとの出会いが彼女を変えていく。アルですらリアクションに困るほどの大のネコ好き。EDによって彼女の結末が微妙に変化する。
ヴィクトール・ベルクマン / ギルベルト
声 - 石塚運昇
ソフィの父親。有能な研究者で、優しい性格をしている。ソフィと共に逃亡生活を送っていたが、ゼルギウスによって殺害された。かつてゼルギウスとは師弟関係だった。ヴェルザの一族では「霊光のギルベルト」として四神官の上に立つ長であった。
ノルン
声 - 吉田小南美
怪我をしているところをアルに拾われ、ソフィに治療されて引き取られた白い猫。名前である「ノルン」は北方の国の言葉で「運命」という意味。
ヴェルザ
声 - 玉川紗己子
かつては「神」と称えられていた魔女。「伝説の魔女」と伝えられ、ヴェルザの一族からは「神」と崇められている。光の印を持っており、生前は傷ついたり病んだ人々を癒してきた気高く心優しい女性で、聖母のような存在だった。ある王国の王にその力を狙われ夫の裏切りによって娘ともども捕まり拷問の末娘を殺されてしまう。その後弟子に助けられ街に戻るも王の報復を恐れた民衆にも見捨てられ全てに絶望し秘術によって自分の魂を赤い石に封じ込め弟子の体を乗っ取り王を始め自分を裏切った多くの人たちを殺した後封印された。後にゼルギウスによってソフィの肉体で復活を果たすも、エドたちによって「終末の祈り」を阻止されソフィの肉体から分離する。分離した後に生前の姿に戻り異形の姿で怒りと憎しみのままに破壊を行なったが、ソフィの涙ながらの説得によって憎しみから解放され、元の優しい顔で天に消えていった。
ゼルギウス
声 - 中井和哉
ヴェルザの一族を束ねる四神官のリーダー。通称「煉獄のゼルギウス」。左胸に獅子の印を持った炎を操る神官。ソフィの父であるヴィクトールを殺害した張本人。マスタングですら手を焼くほどの炎使いであり、ヴァルドラの古城を根城としてヴェルザ復活を企む。使命のためであれば、仲間の死すら厭わない冷酷な性格。ヴェルザを復活させてエドたちの援護に来たロイを追い込んだがヴェルザの憎しみが消え、天使たちが消滅していくのを見届けると自分に炎を放ち自害した。
ジャニス
声 - 堀江由衣
ヴェルザの一族を束ねる四神官の一人。通称「疾風のジャニス」。左足の尻に鷲の印を持った風を操る神官。風を操ることで、自由自在に空中に浮くこともできる。自身を「一族で一番カワイイ」と称するだけあって可愛らしく、幼いながらも露出度の高い衣装を着る。我侭かつ傲慢な性格。一旦怒らせると性格が豹変し、次々と汚い言葉を放つ。リーダーであるゼルギウスに好意を抱いている。ゼルギウスを振り向かせるためにエドたちを倒そうとするが、力を使いすぎて消滅した。
レオニード
声 - 石田彰
ヴェルザの一族を束ねる四神官の一人。通称「氷塵のレオニード」。腹に鮫の印を持った氷を操る神官。美形だが、オカマ口調でナルシストな性格。醜いものを嫌い、相手よりも優位に立ちたく思っている。エドたちとの戦いで印が暴走したところソフィによって印を消され救われる。ギルベルトが印を消す方法を見つけたことを知るとゼルギウスのやり方に疑問を抱くが後でやってきたクレイギンによって射殺される。
ゴドー
声 - 西凛太朗
ヴェルザの一族を束ねる四神官の一人。通称「地裂のゴドー」。犀の印を持った大地を操る神官。4メートルを超える巨体を持ち、その体格から凄まじい馬鹿力を誇る。知能はほとんど持ち合わせておらず、会話すらロクにできない。しかし、ジャニスの命令に対しては従順である。エドたちとの戦いで印の力を使いすぎて消滅した。
イルゼ・ベルクマン
ゲームノベライズ版のみ登場。かつての四神官「聖風のイルゼ」であり、ソフィの母親。ギルベルトに並ぶ力を持ち癒やしの力を持っていた。ソフィを産んだ時はすでに弱りきっており死に瀕したが、生まれたばかりのソフィが自分を救うため力を使い昏睡状態に陥ったので、ヴェルザの遺髪を使いソフィをヴェルザの器とすることで生きながらえさせた。

### 鋼の錬金術師 迷走の輪舞曲
アストン・マーティンス中佐
「雷霆」の二つ名を持つ国家錬金術師。刀剣マニアの居合いの達人。29歳。侍かぶれであり一匹狼の歌舞伎者。勘違いが非常に多く、聞きかじった程度の知識や武士道をひけらかすため、周囲にあまり話を聞いてもらえない。左肩に刺青がある。刀を媒介させ電撃を操る攻撃を得意とする。実力は確かだが、女好きで素行が悪すぎるあまり刑務所に収監されていた。
イシュヴァールの内乱で、当時盟友であったセラフィ・ロイスを戦死と見せかけ脱走させたが、そのセラフィが後に反乱を起こしたため、その罪滅ぼしから、エドたちの攻撃で弱ったセラフィのキメラ「ブリストル」に特攻を仕掛け、相討ちとなり殉職した。
コニィ / コーニッシュ・ロイス
「調律」の二つ名を持つ国家錬金術師。18歳。通称「コニィ」。亡き兄のような国家錬金術師を目指していた少女。二つ名の「調律」はその兄の物でもある。座右の銘は「錬金術師よ、大衆のためにあれ」。温室育ちのために天然ボケに見える一面があるが、曲がったことを許さない強い正義感を持つ。また行方不明になったアストンの安否を気遣ったり兄弟の過去を知り涙ながらに応援するなど心優しい一面を見せる。
リオールからセントラルに向かう列車の中でバルドに襲われ、人質になったところを同乗していたエルリック兄弟に助けられる。その後、国家錬金術師資格試験を受けるが失敗。しかし、彼女の才能に期待するエドの計らいでキメラ事件の解決と引き換えに大総統から再受験の許しを貰い、見事合格し兄と同じ「調律」の名をもらう。
趣味でもあるダーツを武器とし、また錬金術の中でも難しいとされている治癒錬成を扱える。
同作品の続編に当たるゲーム『鋼の錬金術師 想い出の奏鳴曲』でも登場し、国家錬金術師試験の査定のためにセントラルを訪れている。
リンカー / セラフィ・ロイス
「調律」の二つ名を持っていた元国家錬金術師。コニィの兄。合成獣の権威だが、本来の専門分野は医療用錬金術。自らの肉体を他のモノと融合できる能力を持つ。
イシュヴァール殲滅戦に参加していたが、マーティンスの助けにより逃亡。その後「リンカー」と名を変え、軍部への復讐のためキメラ事件を起こす。
元は心優しい人物だったが、自らの記憶を代価に何らかの錬成を行ったために人格が変わり、また妹のコニィのことも忘れてしまった。最期はエドたちを倒すために自分の魂を代価として、居住していた城と融合したが敗北。コニィに看取られ、静かに息を引き取った。
ランディ・ローバー
錬金術師。25歳。貴族出身だが、内乱により貧乏貴族になっている。死にかけた時にリンカーに助けられた経験がある。自身の筋肉を硬化する錬金術が使える。趣味はスポーツとヒップホップ。大ボケキャラで惚れっぽい。アームストロング少佐と奇妙な友情が生まれている。
ゲーム『鋼の錬金術師 想い出の奏鳴曲』にも登場。
ケイト・ラム
錬金術師。小さい時から人形と遊んできた少女。16歳。リンカーとランディとは友達の仲。錬金術で動く人形が作れる。両親は内乱で亡くなっている。アルのことを「ヨロイ君」と言って慕っている。回避率が高く並みの攻撃ではかわされてしまう。
ゲーム『鋼の錬金術師 想い出の奏鳴曲』にも登場。
ダート・ダイムラー
錬金術師。武器商人。弱腰の老人。趣味は造った物で人を脅かすこと。元犯罪者であるのか逃亡生活を送っている。最期はクセルクセス遺跡でリンカーに殺された。
ブリストル
ダイムラーが練成に失敗して誕生した合成獣。普段はダイムラーのケースの中にいる。最期はアストンの特攻により灰燼に帰す。
ゲーム『鋼の錬金術師 想い出の奏鳴曲』にも登場。

### 鋼の錬金術師 想い出の奏鳴曲
クラベス・ファゴット
元国家錬金術師。合成獣の研究を行い、単に人語を話すだけではなく人格や感情を備えた合成獣の錬成に成功する。
実験中の事故で使用人夫婦（ヴィオラの両親）が死亡。さらにその娘兼助手でもあるリラ（ヴィオラの妹）の恋人・リュートに治療と唆され彼女を合成獣化してしまう。クラベス本人は今もこの実験を非常に悔やんでいるが、この件により国家錬金術師資格を剥奪され、その後、東方司令部北東の洋館で一人暮らしを始める。クルス遺跡でエドたちに追い詰められた際には無実を主張。その後、真の黒幕であるリュートのボウガンからヴィオラを庇い、死亡した。
ヴィオラ・アモーレ
機械鎧整備士。22歳。気のさっぱりした姉御肌な性格で同じ村の人間からも慕われている。
行方不明となった妹・リラの手掛かりを探っている。また、家族を奪われたことから、国家錬金術師を憎んでいる。各地で多発する爆破事件に必ず姿を見せており、爆破事件に関わる組織と接触していたことから、捜査を行うことになったエドたちにとっては容疑者となる。エドたちが真相を確かめるために直接対面した後、誤解が解けて事件捜査メンバーとして力を貸すことになった。戦闘では爆弾やバズーカを使いこなす。同じ機械鎧整備士であるウィンリィとはすぐに打ち解け、非常に仲良しな親友になった。
リュート・D・ザクソフォン
元軍人。錬金術師。探偵。ヴィオラの妹・リラの恋人。リラを介してファゴットを利用し、ブリストルなどの強力な合成獣や合成獣人間を錬成し、実験事故の際には治療と称してリラを合成獣にしてしまった。そしてそれらの罪はファゴットに被せ、自分はレグロタリアでのうのうと探偵業を営み、自らが首謀者である爆破事件の捜査まで行っていた。
エドたちがファゴットに疑惑をかけると捜査メンバーから脱退。その後、偽の賢者の石を使用した代償として変わり果てた姿でクルス遺跡に現れる。その後、研究所に籠もりエドたちと決戦を繰り広げるが敗北。ヴィオラを通してリラの最期の告白を聞き届け、ヴィオラに看取られつつ息を引き取った。